# Dicranella fallax
Dicranella fallax är en bladmossart som beskrevs av Wilson in Braithwaite 1870. Dicranella fallax ingår i släktet jordmossor, och familjen Dicranaceae. Inga underarter finns listade i Catalogue of Life.